# 서울서원초등학교
서울서원초등학교는 대한민국 서울특별시 서초구 반포동에 위치한 공립 초등학교이다.

## 학교 연혁
- 1985년 4월 22일 서울서원국민학교 개교
- 1996년 3월 1일 현재 교명으로 변경
- 2004년 3월 15일 서원 오케스트라 창단
- 2018년 3월 4일 학습자료실 보완, 리모델링
- 2018년 4월 1일 컴퓨터실 이동 공사, 실내 놀이 학습공간 라온터 구축
- 2018년 4월 16일 어린이 놀이시설 바닥 개선
- 2018년 5월 2일 연못 개선 공사
- 2018년 5월 17일 학교보안관 초소 교체
- 2018년 6월 21일 본관동 전면부 스피커 전체 교체
- 2018년 6월 25일 꿈나래터 계단과 별관동 사이 천정 설치
- 2018년 7월 3일 서관 경사로 논슬립 설치 및 교체(현관앞, 컴퓨터실 통로)
- 2018년 7월 20일 과학실 환경공사(창의융합형 과학실험실 구축)
- 2018년 8월 31일 본관, 별관동 화장실 리모델링
- 2019년 1월 28일 꿈을 담은 교실 구축, 돌봄교실 바닥공사
- 2019년 10월 15일 에코스쿨 조성
- 2019년 12월 10일 학부모 회의실 개선
- 2020년 2월 28일 교내 석면공사, 교실 냉난방 개선 및 교실 조명 LED 교체
- 2020년 4월 24일 한울림방 리모델링
- 2020년 8월 21일 우리 학교 고운색 입히기(본관 내부 도색)
- 2020년 8월 24일 교내 신발장 전체 구입
- 2020년 8월 24일 방충망 교체 및 추가 구입
- 2020년 10월 6일 교내 화장실 환경 개선
- 2021년 2월 5일 교사동 별관 증축공사
- 2021년 2월 9일 제 35회 졸업식 212명(남 118명, 여 94명)
- 2021년 12월 31일 인성교육 우수학교 교육감 표창
- 2022년 1월 7일 제 36회 졸업식 228명(남 114명, 여 114명)
- 2022년 3월 2일 제13대 한희경 교장 부임

2023년 9월 제 14대 김용욱 교장 부임

## 참고 자료
- 서울서원초등학교 - 한국교육학술정보원 학교알리미